# Platysenta menota
Platysenta menota är en fjärilsart som beskrevs av Dyar 1912. Platysenta menota ingår i släktet Platysenta och familjen nattflyn. Inga underarter finns listade i Catalogue of Life.